# Infrarotkoagulation
Die Infrarotkoagulation ist eine Methode zur Behandlung von symptomatischen Hämorrhoiden ersten oder zweiten, eingeschränkt  auch dritten Grades.

## Beschreibung
Die bei der Infrarotkoagulation verwendete Infrarotstrahlung dringt tief in das Gewebe des bestrahlten Hämorrhoidalpolsters ein und wird dort durch Absorption in Wärme umgewandelt. Die lokale Wärme führt zu einer Verödung (Sklerosierung) des bestrahlten Gewebes. Durch die Beweglichkeit und Positionierbarkeit der Infrarotquelle kann der Bereich und der Grad der Gewebezerstörung kontrolliert werden. Die Bestrahlung führt im Hämorrhoidalpolster zur Koagulation und Okklusion und Sklerose, wodurch lokal Fibrosen entstehen können. Die Infrarotkoagulation wird üblicherweise an zwei Behandlungsterminen durchgeführt, wobei eine Anästhesie meist nicht notwendig ist. Die Erfolgsquote der Methode liegt bei etwa 75 %. Bei ausschließlich blutenden Hämorrhoiden ersten Grades ist diese Quote ähnlich hoch wie bei der Gummibandligatur.
Die Autoren eine Metaanalyse von fünf prospektiven Studien kamen 1992 zu dem Ergebnis, dass die Infrarotkoagulation die „vorteilhafteste nicht-operative Behandlungsmethode für Hämorrhoiden sei“.
In Deutschland wird die Infrarotkoagulation immer seltener zur Behandlung von symptomatischen Hämorrhoiden eingesetzt, da andere Verfahren, wie beispielsweise die Sklerosierung oder die Gummibandligatur, von den behandelnden Ärzten favorisiert werden. Die Autoren der Leitlinien der Deutschen Gesellschaft für Koloproktologie aus dem Jahr 2008 raten von der Infrarotkoagulation zur Behandlung von Hämorrhoiden wegen unzureichender Effektivität ab.
Die Infrarotkoagulation wurde 1977 von dem Schweizer Proktologen Alexander Neiger und Kollegen entwickelt.

## Weiterführende Literatur
- A. Hardy, C. L. Chan, C. R. Cohen: The surgical management of haemorrhoids–a review. In: Digestive Surgery. Band 22, Nummer 1–2, 2005, S. 26–33, ISSN 0253-4886. doi:10.1159/000085343. PMID 15838168. (Review).
- A. Neiger: Die Hämorrhoidenverödung durch Infrarotkoagulation. In: Phlebol Proktol. Band 8, 1979, S. 230–232.